# Morro de Boa Vista
Morro de Boa Vista (en portugués: Morro da Boa Vista) es la montaña más alta en el estado brasileño de Santa Catarina, el más alto en la Serra Geral (Sierra General) y la tercera más alta en el sur de Brasil, luego del Pico Paraná y el Pico Caratuva, a 1.823,6 metros (5.983 pies). El pico puede llegar a ser muy frío durante el invierno, con la posibilidad de nevadas.